# メトミオグロビン
メトミオグロビン(Metmyoglobin)は、酸素運搬タンパク質であるミオグロビンの酸化したものである。メトミオグロビンは、食肉が古くなると茶色を呈する原因物質である。
生きている筋肉においては、補酵素であるNADHとシトクロムb4の存在下でメトミオグロビンの補欠分子族であるヘムの Fe3+ を通常のミオグロビンの Fe2+ に還元するメトミオグロビン還元酵素の活動によりメトミオグロビンの濃度は無視できるほど少量である。死んだ筋肉である食肉は、メトミオグロビンを除去するためのこの還元作用が働かず、ミオグロビンが酸化されてメトミオグロビンが過剰に生成され、それゆえ食肉が古くなるとメトミオグロビンが蓄積されるものである。